# Maison Volkonsky
La maison Volkonsky (en russe : Волконский, translittéré aussi en Volkonski ou Wolkonsky) est une maison princière de la noblesse russe. 

## Histoire
Issue de Riourik ; elle compte saint Michel de Tchernigov parmi ses ancêtres et tire son nom de la Volkona, rivière des oblasts de Toula et de Kalouga.
En 1834, l'empereur Nicolas conféra au prince Pierre Mikhaïlovitch Volkonsky (1776-1852) le prédicat d'Altesse Sérénissime à titre héréditaire en raison des services rendus sous le règne de l'empereur Alexandre.

## Membres
- Serge Féodorovitch Volkonsky, major-général lors de la guerre de Sept Ans ;
- Théodore Volkonsky, qui eut part au Code du tsar Alexis ;
- Michel Volkonsky, gouverneur de Moscou sous la Grande Catherine ;
- Grégoire Volkonsky, diplomate ;
- Zinaïda Volkonskaïa, femme de lettres ;
- Nicolas Volkonsky, général ;
- Grigori Semionovitch Volkonski (1742-1824), général de cavalerie, il prit part à la guerre de Sept Ans, membre du Conseil d'État (1817) ;
  - Nicolaï Grigorievitch Volkonski : (1778-1845), fils du précédent;
  - Nikita Grigorievitch Volkonski : (1781-1844), major-général, au cours des guerres napoléoniennes, il fut l'un des commandants de l'Armée impériale de Russie, fils du précédent ;
  - Sergueï Grigorievitch Volkonski : (1788-1865), major-général, au cours des guerres napoléoniennes, ce fut l'un des commandants de l'Armée impériale de Russie, décembriste, frère du précédent ;
  - Sofia Grigorievna, (?,1868) ;

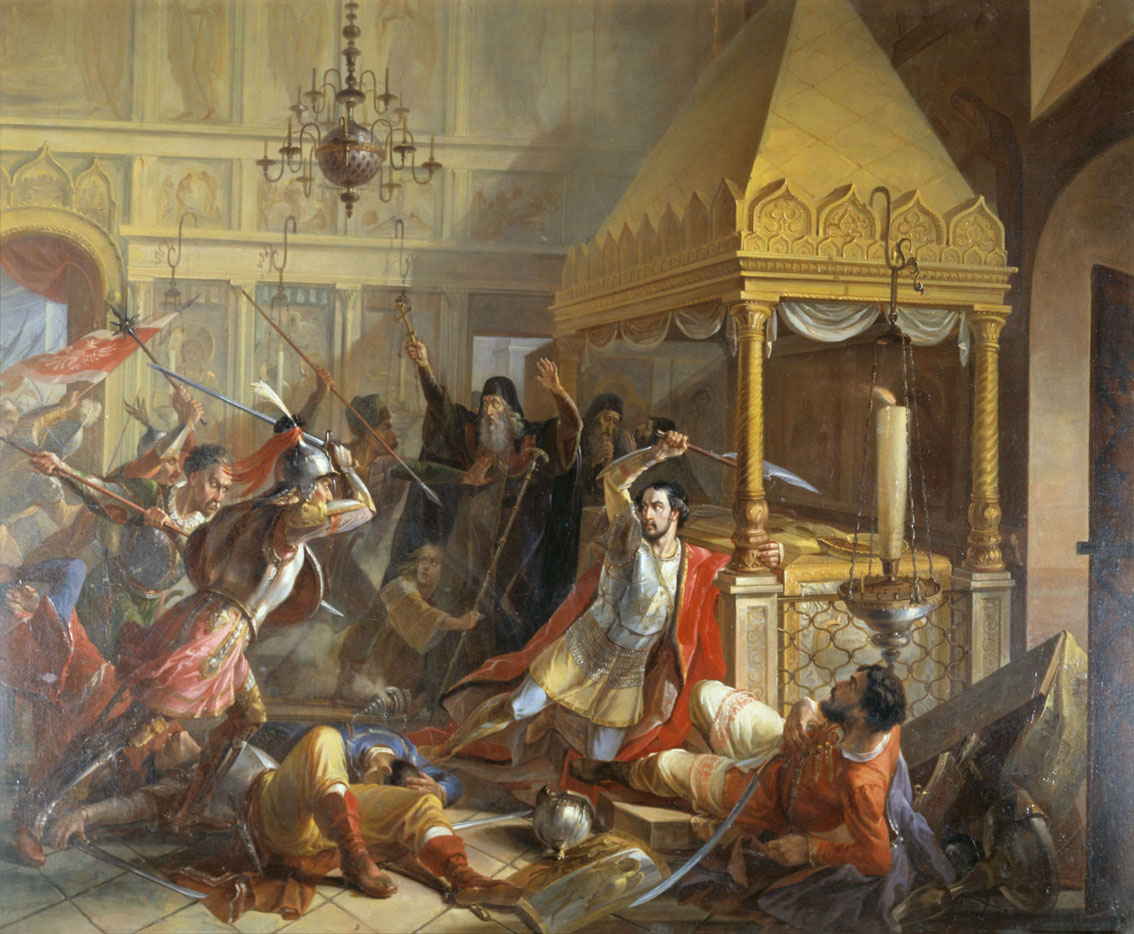
Mort du Prince Michel Volkonsky combattant contre les Polonais au monastère de Pafnutyev à Borovsk en 1610 (1842)

- Dmitri Mikhaïlovitch Volkonski (1770-1835), lieutenant-général russe, au cours des guerres napoléoniennes, ce fut l'un des chefs de l'Armée impériale de Russie ;
- Pierre Mikhaïlovitch Volkonsky (1776-1852). Feld-maréchal et homme politique russe, ministre de la Cour impériale et des Principautés (1826-1852), membre du Conseil d'État (1821), frère du précédent ;
- Piotr Grigorievitch Volkonski : Major-général, commandant du Régiment des Grenadiers de la Garde de 1836 à 1846 ;
- Nikolaï Sergueïevitch Volkonski (1848-1910), membre du Conseil d'État de la Russie impériale ;
- Prince Serge Wolkonsky (1860-1937), directeur des théâtres impériaux, ami de Diaghilev ;
- Prince Pierre Wolkonsky (1861-1948), personnage important du catholicisme russe ;
- Prince Alexandre Wolkonsky (1866-1934), officier de l'armée impériale, agent de renseignement militaire, essayiste, prêtre de l'Église grecque-catholique russe ;
- Prince Wladimir Wolkonsky(1868-1953), député à la Douma et frère des précédents ;
- Prince Michel Volkonski (1891-1961), chanteur d'opéra, neveu des précédents ;
- Prince Pierre Wolkonsky (1901-1997), peintre, ami du vicomte Charles de Noailles, créateur à partir de 1965 des Jardins de Kerdalo à Trédarzec, à proximité de Tréguier (Côtes-d'Armor) ;
- Prince Andrei Volkonski (1933-2008), compositeur russe, claveciniste, chef d'orchestre.

## Portraits

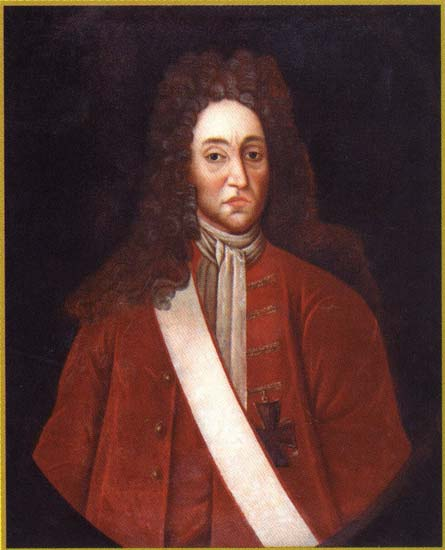
Portrait du Prince Nikita Fedorovitch Volkonsky (1690-1740)
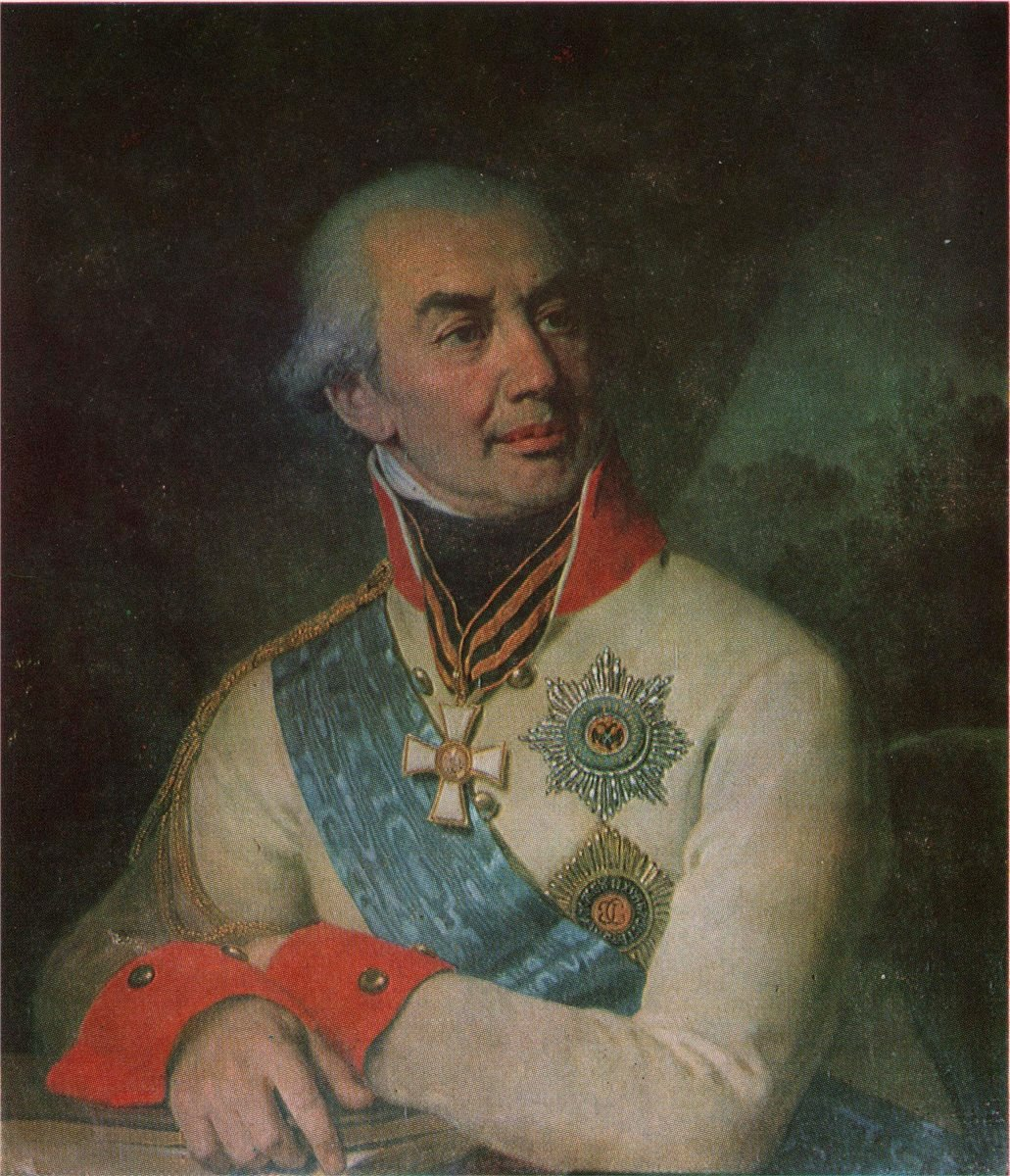
Portrait du Prince Grigory Semenovitch Volkonsky (1742-1824)
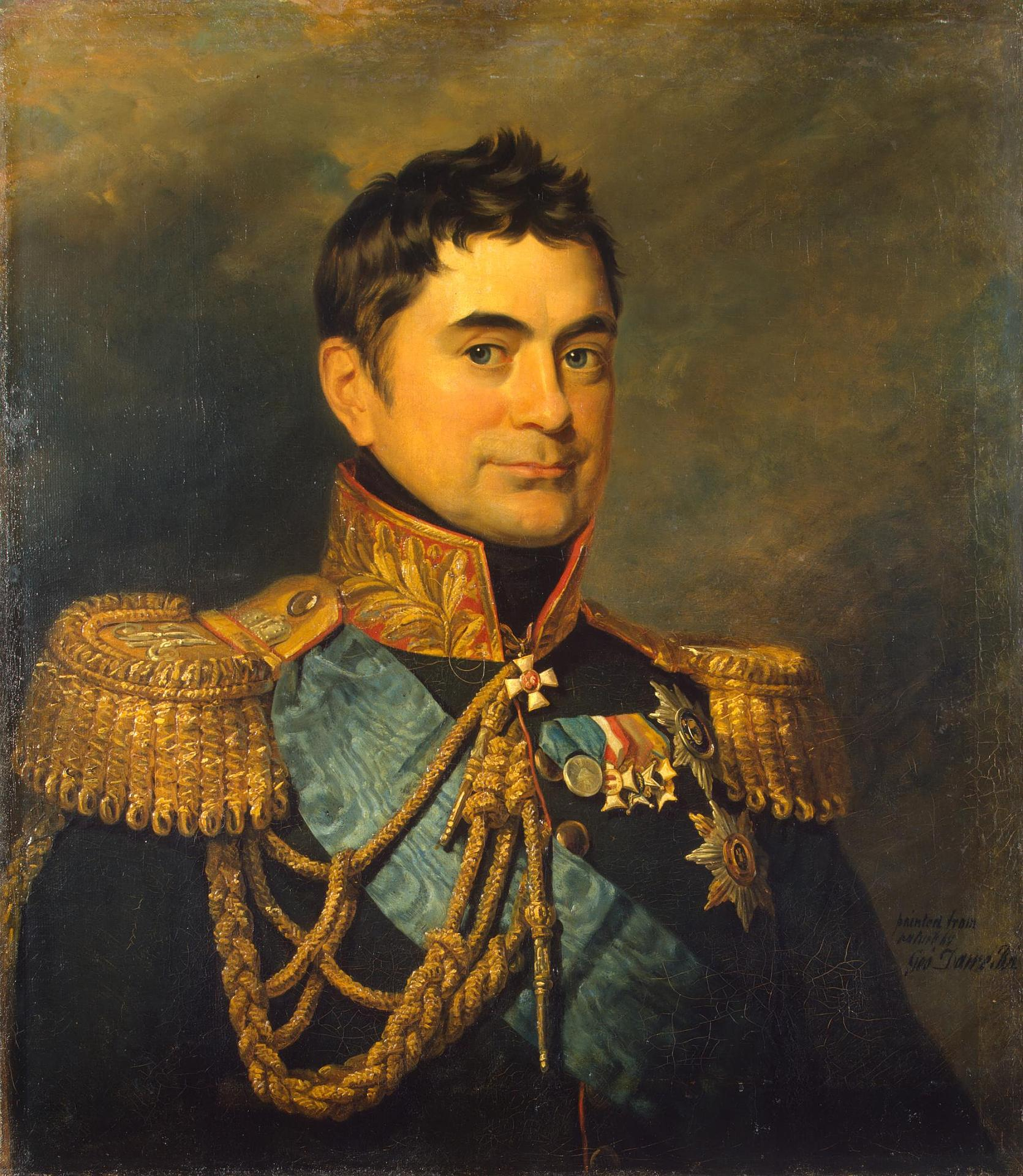
Portrait du Prince Pierre Mikhaïlovitch Volkonsky (1776-1852).
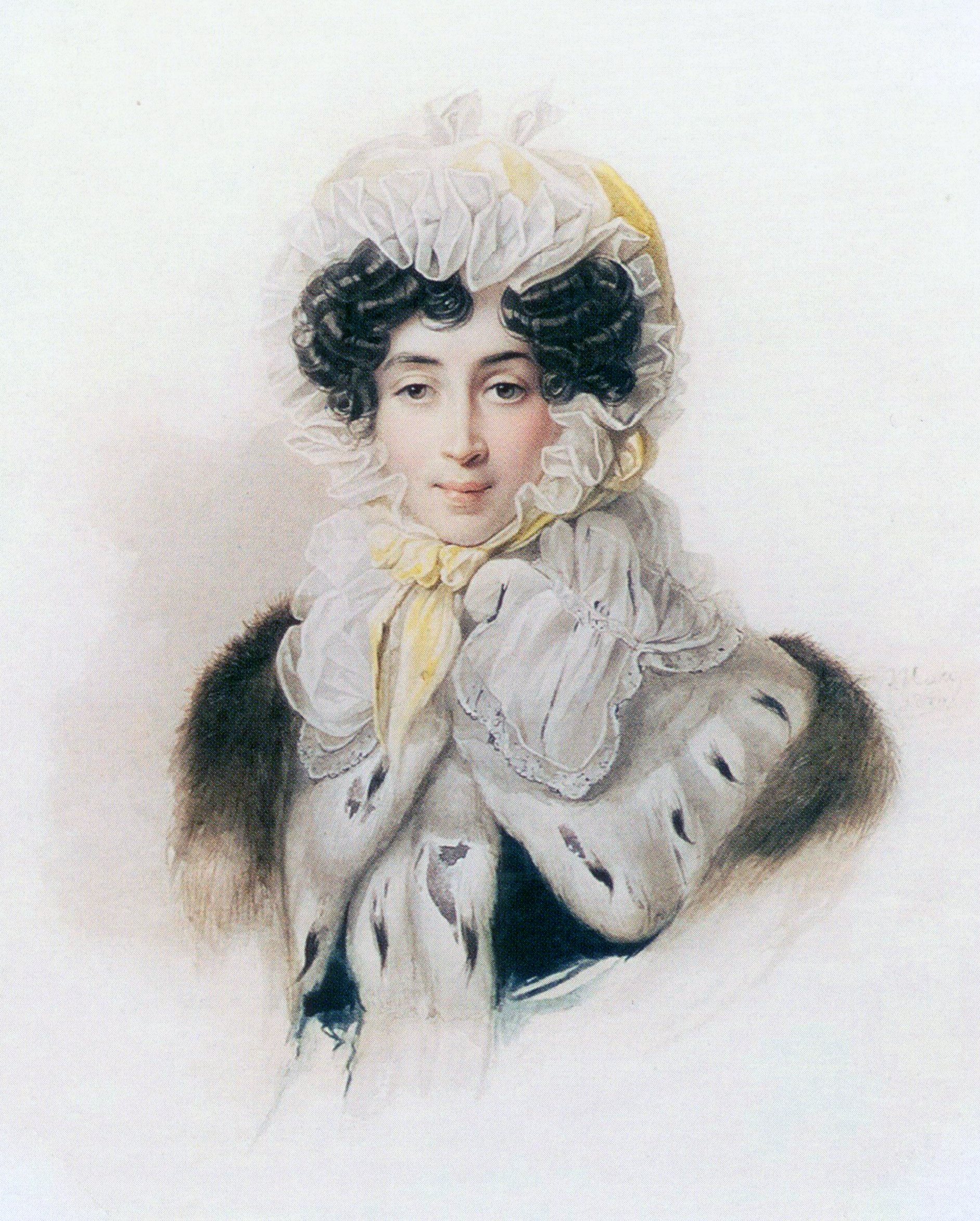
Portrait de la Princesse Sophie G. Volkonskaïa (1785-1868)
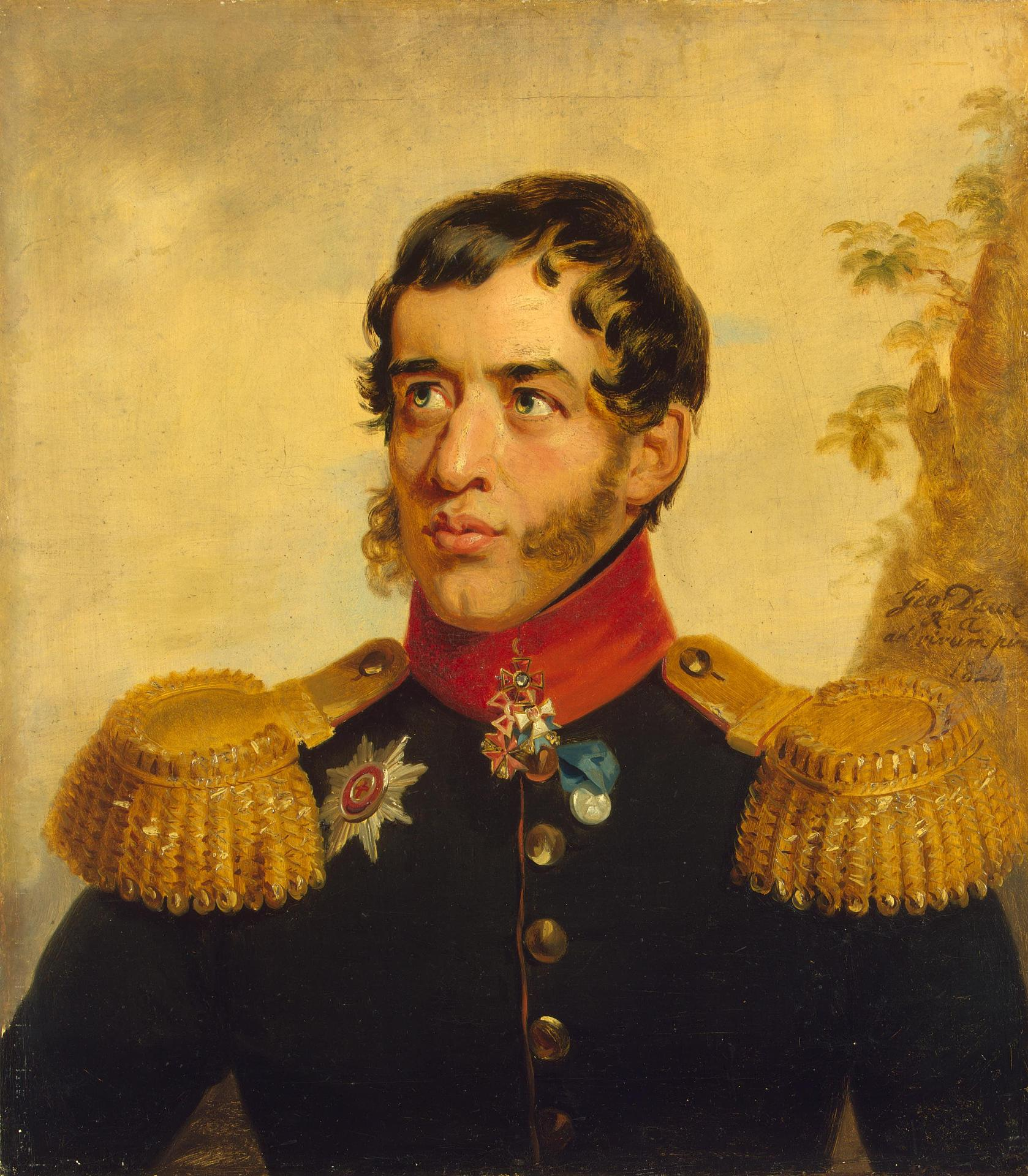
Portrait du Prince Sergueï Volkonski (1788-1865).
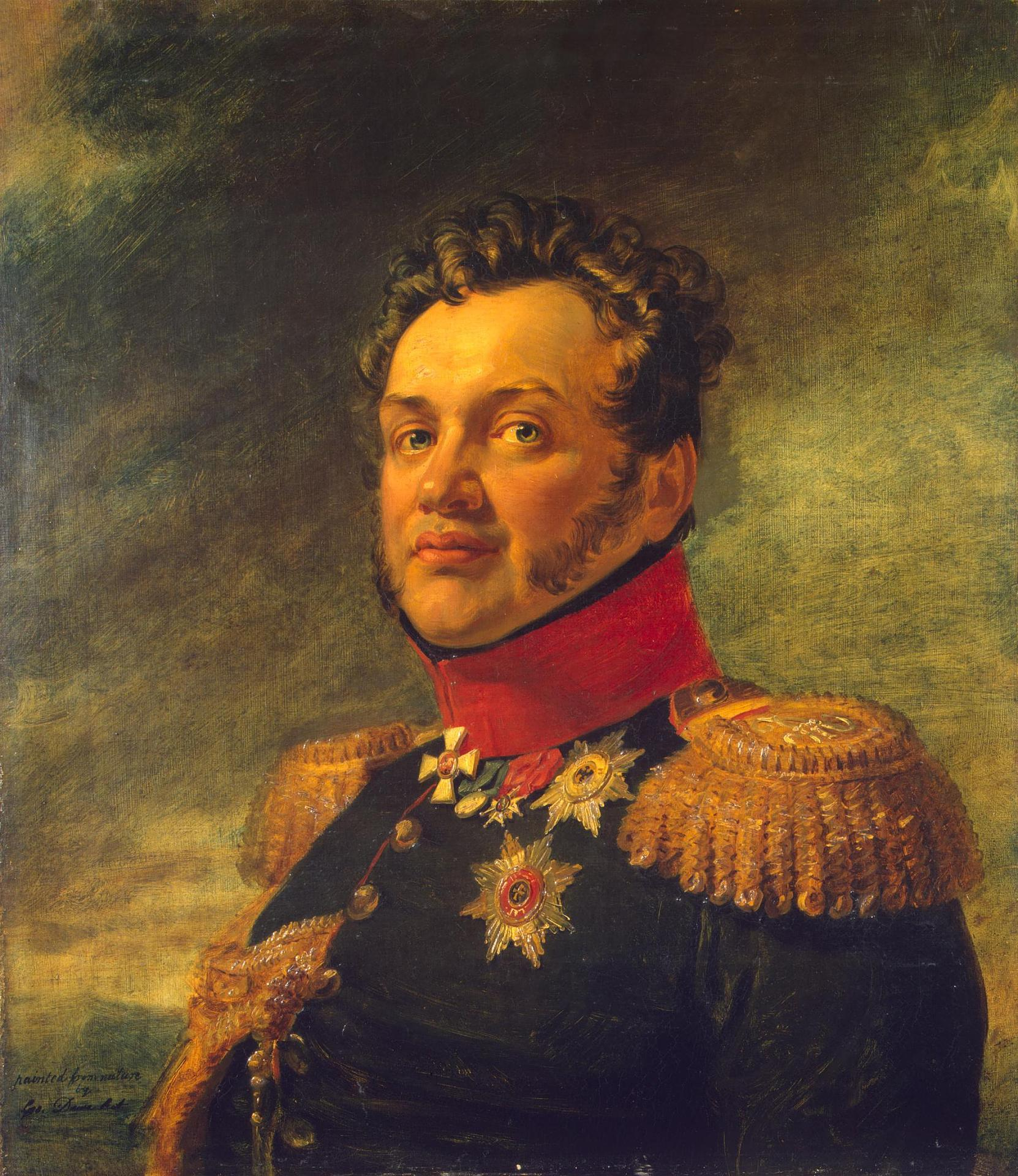
Portrait du Prince Nikolaï Repnine-Volkonsky (1778-1845).
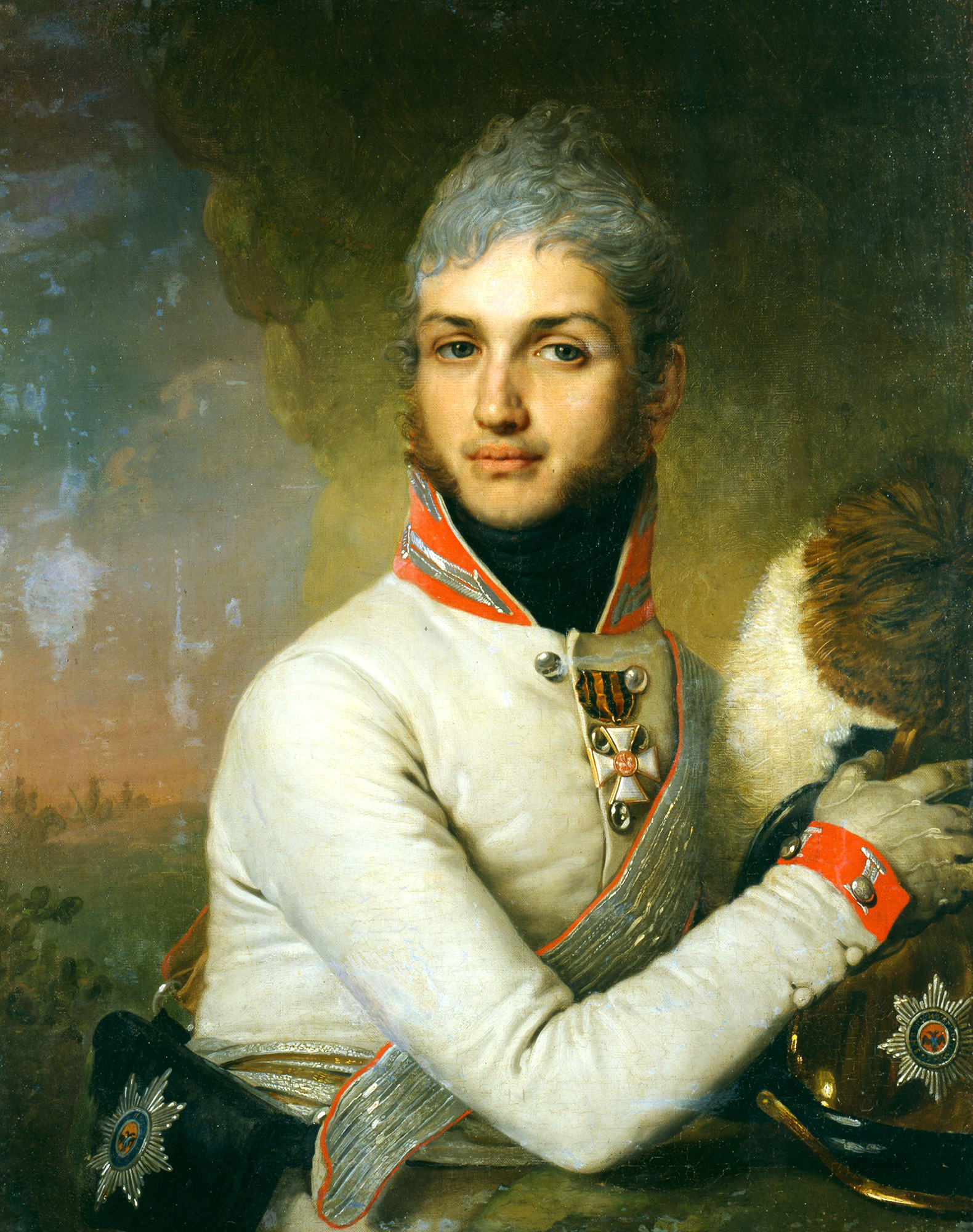
Portrait du Prince Nikolaï Repnine-Volkonsky (1778-1845) en 1806.
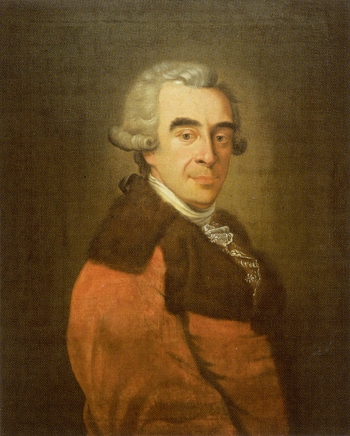
Portrait du Prince Nicolas Volkonsky (1753-1821).
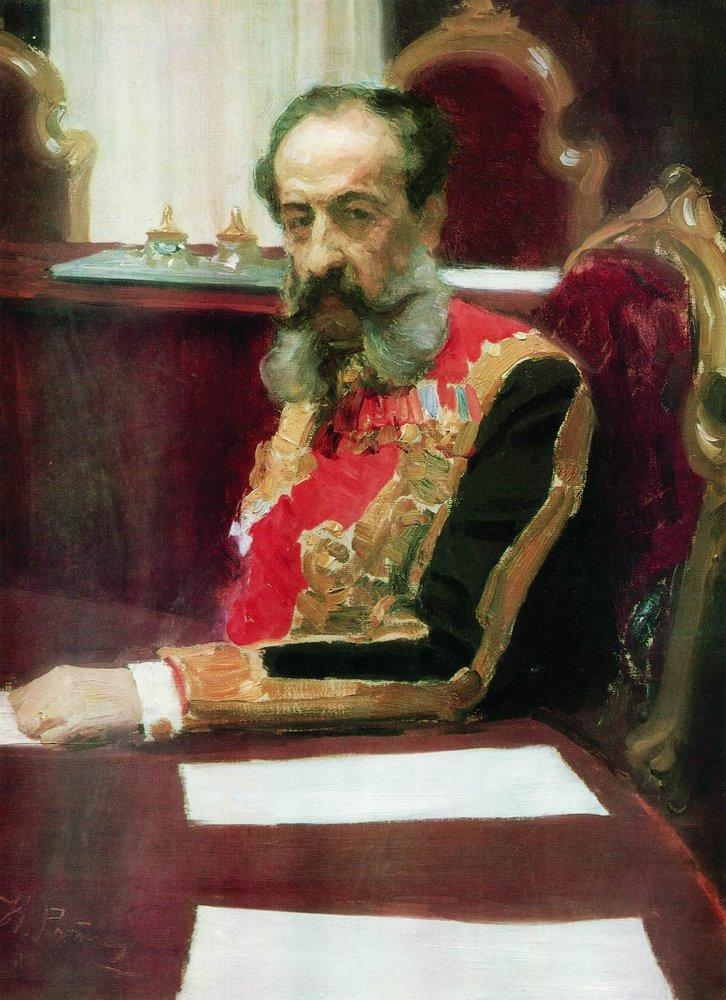
Portrait du Prince Mikhail Sergueïevitch Volkonsky, membre du Conseil d'Etat et Grand Chambelan.
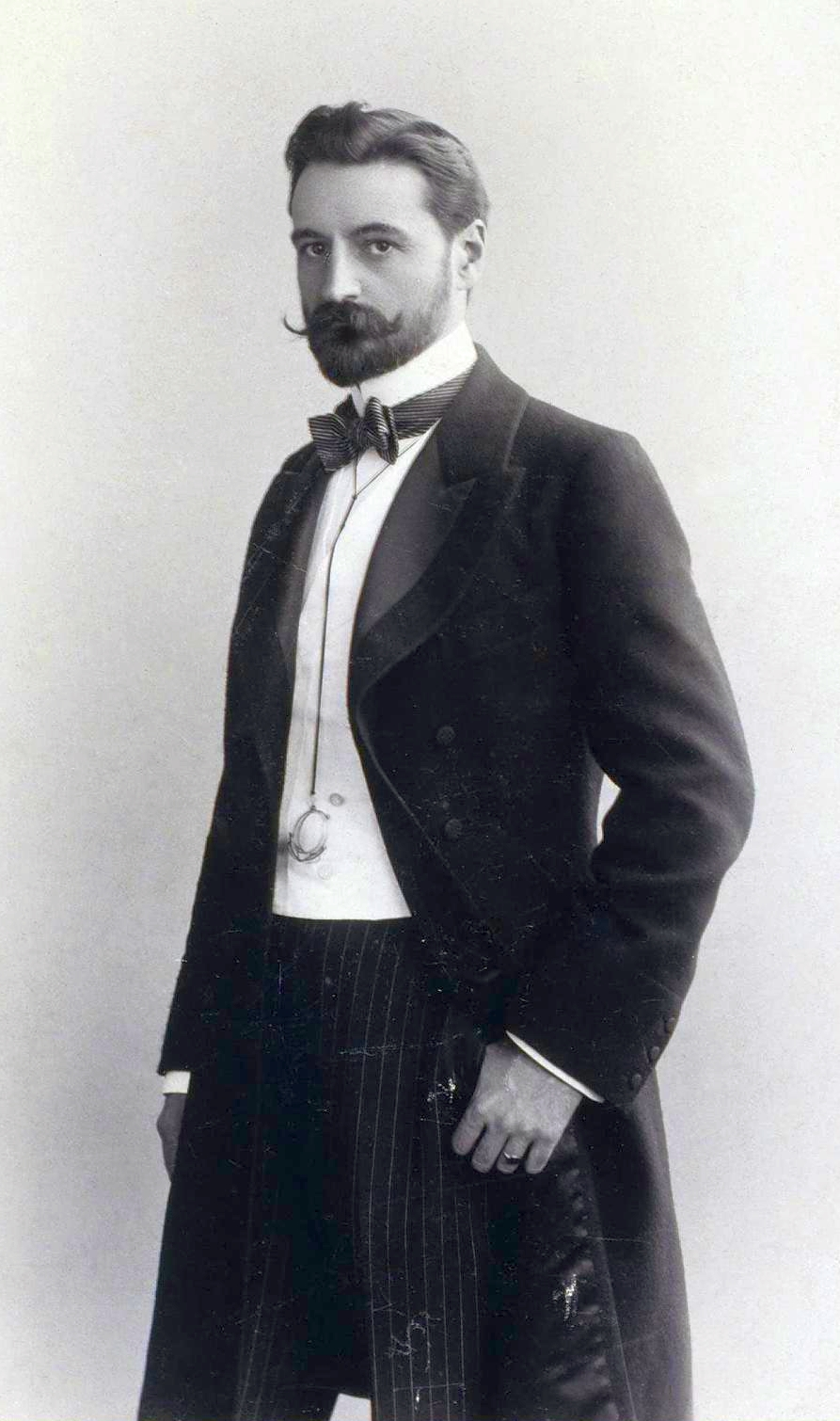
Portrait du Prince Serge Wolkonsky (1860-1937).

## Anciens domaines de la famille

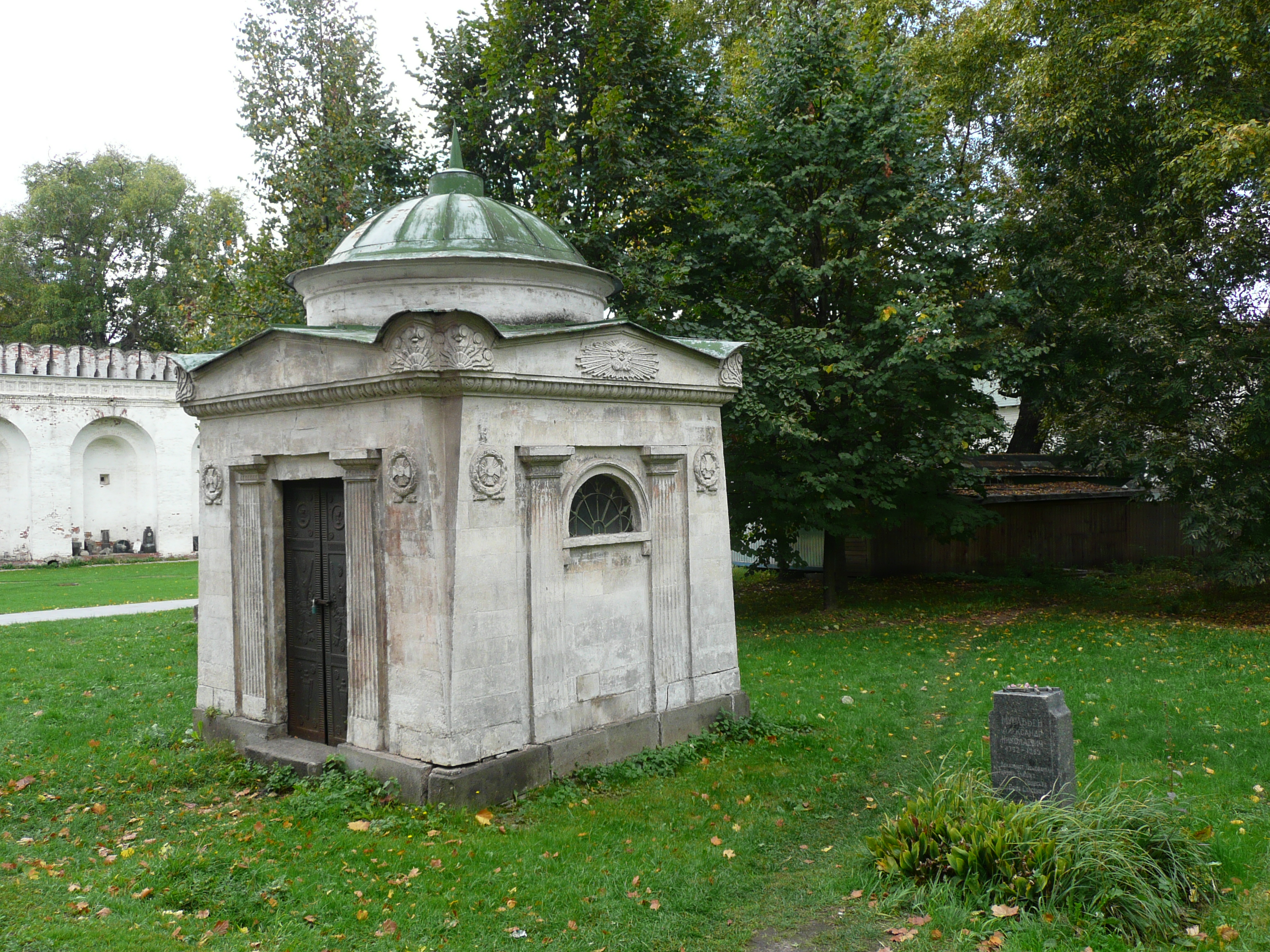
Chapelle funéraire du prince Dmitri Volkonsky et de sa famille, au couvent de Novodievitchi.

La famille possédait de nombreux domaines, manoirs et châteaux, parmi lesquels :
- Andreïevskoïe, près de Mologa, avant de passer aux princes Kourakine
- Iasnaïa Poliana, avant de passer aux Tolstoï
- Ouroussovo
- Vorontsovo, près de Moscou
- Villa Wolkonsky à Rome

## Armes
| Image | Armoiries |
| ----- | --- |
|       | Les armes de la famille Volkonsky se blasonnent ainsi : parti, au 1 d'azur, à un ange d'argent, la tête auréolée, tenant de sa main dextre une épée flamboyante, et de sa senestre un bouclier ovale, ceint d'un tablier, le tout d’or ; au 2 d'or, à une aigle de sable, sommée d'une couronne royale d'or, tenant de sa serre senestre une croix latine d'or, qui passe devant son corps en bande Devise: In deo spes mea |